# Царь царей (фильм, 1927)
«Царь царей» (англ. The King of Kings) — немой фильм американского режиссёра Сесила Блаунта Демилля 1927 года. Историческая драма, экранизация жизнеописания Иисуса Христа.

## Сюжет
Буквальное воспроизведение событий, описанных в Евангелии, начиная с исцеления Иисусом (Уорнер) Марии Магдалины (Камминг) от одержимости семью бесами. Подробно рассматривается Вход Господень в Иерусалим и Тайная вечеря, сопровождаемая поцелуем Иуды (Шильдкраут). Страсти Христовы венчает Распятие. Для усиления художественного воздействия сцены, следующие за Воскресением Иисуса, сняты в цвете.

## В ролях
- Г. Б. Уорнер — Иисус Христос
- Дороти Камминг — Дева Мария
- Эрнест Торренс — Апостол Пётр
- Джозеф Шильдкраут — Иуда
- Жаклин Логан — Мария Магдалина
- Виктор Варкони — Понтий Пилат
- Джеймс Нил — Иаков Зеведеев
- Уильям Бойд — Симон Киринеянин
- Джулия Фэй — Марта
- Салли Рэнд — рабыня Марии Магдалины (в титрах не указана)
- Винифред Гринвуд — эпизод  (в титрах не указана)

## Критика
Кинокритики в статьях середины 1920-х годов высказывались о фильме в превосходной степени: 

В таких сценах как Тайная вечеря, искушение римлянами Иуды, чудеса исцеления, изгнания злых духов из Марии или несение Креста присутствует натурализм, который восхищает.— Variety, 1926 год
При издании компанией Criterion Collection современного издания фильма, приведённая аннотация также позитивна, хотя и не лишена определённой иронии:

«Царь царей» — «величайшая из историй когда-либо рассказанных», так как только Сесиль Б. Де Милль мог это рассказать. В 1927 году, работая с одним из самых больших бюджетов в истории Голливуда, Де Милль отразил жизнь и страсти Христовы средствами эпохи блокбастеров немого кино. <…> «Царь Царей» является одновременно захватывающим и благоговейным выражением почтительности — частично Евангелию, частично Техниколору.
Современная киноведческая литература (например, Скотт Эйман, американский публицист, автор нескольких книг по истории Голливуда) более требовательно оценивает картину, считая, что «Христос в исполнении Уорнера излишне подобен иконе, а фильм иногда превращается просто в иллюстрацию».

## Обвинения в антисемитизме
Сразу после выхода фильма Антидиффамационная лига призвала к его бойкоту на том основании, что евреи в нём демонстрируются исключительно в образе богоубийц. После этого несколько сцен, подчёркивающих ранее в картине причастность евреев к смерти Христа, были удалены авторами.